# Agamura persica
Agamura persica е вид влечуго от семейство Геконови (Gekkonidae). Видът е незастрашен от изчезване.

## Разпространение
Разпространен е в Афганистан, Иран и Пакистан.

## Описание
Популацията на вида е стабилна.